# Escouloubre
Escouloubre település Franciaországban, Aude megyében. Lakosainak száma 69 fő (2022. január 1.). Escouloubre Carcanières, Le Puch, Quérigut, Rouze, Aunat, Bessède-de-Sault, Le Bousquet, Fontanès-de-Sault és Puyvalador községekkel határos.

## Népesség
A település népessége az elmúlt években az alábbi módon változott:
| Lakosok száma | 137  | 86   | 114  | 101  | 83   | 76   | 73   | 71   | 71   | 69   |
|               | 1968 | 1982 | 1990 | 2006 | 2013 | 2015 | 2017 | 2019 | 2020 | 2022 |